# フランツ＝ヨーゼフ・シュルツェ
フランツ＝ヨーゼフ・シュルツェ(ドイツ語: Franz-Joseph Schulze、1918年9月18日 - 2005年1月31日)は、ドイツの軍人。最終階級はドイツ国防軍で空軍中尉、ドイツ連邦軍で陸軍大将。

## 経歴
第二次世界大戦では予備役将校として第241高射砲突撃連隊第3中隊で中隊長として活躍、リミニの戦いの功績で騎士鉄十字章を受章した。1945年4月から10月までイギリス軍に抑留された後、1956年から1979年までドイツ連邦軍陸軍において第6装甲擲弾兵師団師団長やブルンスム統連合軍司令部司令官などを歴任した。

## 叙勲
- 鉄十字章
  - 二級鉄十字勲章1939年章
  - 一級鉄十字勲章1939年章
- ドイツ十字章
  - ドイツ十字章金章 (1945年1月1日、ただし1944年7月23日[1]とする異説あり)
- 騎士鉄十字章
  - 騎士鉄十字章 - 第241高射砲突撃連隊第3中隊長、空軍中尉として1944年11月30日受章[2]
- ドイツ連邦共和国功労勲章
  - 大功労十字星大綬章[3]
- レジオンドヌール勲章
  - コマンドゥール章[3]
- レジオン・オブ・メリット勲章[3]